# Mount Light
Mount Light ist ein 1010 m hoher Berg an der Lassiter-Küste des Palmerlands im Süden der Antarktischen Halbinsel. In den Hutton Mountains ragt er 10 km ostsüdöstlich des Mount Nash an der Südflanke des Barcus-Gletschers auf.
Teilnehmer der US-amerikanischen Ronne Antarctic Research Expedition (1947–1948) kartierten ihn in Zusammenarbeit mit dem Falkland Islands Dependencies Survey bei einer Schlittenexkursion. Expeditionsleiter Finn Ronne benannte ihn nach Richard Upjohn Light (1902–1994), damaliger Präsident der American Geographical Society.